# Jaime de Nevares, último viaje
 Jaime de Nevares, último viaje es una película de Argentina filmada en colores dirigida por Marcelo Céspedes y Carmen Guarini con textos de Osvaldo Bayer, Carmen Guarini y Ernesto Lamas que se estrenó el 28 de septiembre de 1995. Fue filmado parcialmente en la provincia del Neuquén.

## Sinopsis
Película documental sobre la vida del obispo neuquino Jaime de Nevares.

## Premios
Festival de Cine de La Habana 1995
- Obtuvo una Mención especial del jurado del Premio OCIC

## Comentarios
Céspedes y Guarini declararon en La Nación opinó:

«El film tiene la estructura de un doble viaje; el de monseñor de Nevares al despedirse de la Patagonia, y el viaje interior que significó para nosotros descubrirlo como personaje,… un hombre que fue, al mismo tiempo, polémico, amado, discutido y, para muchos, irreemplazable.» 

Fernando López en La Nación opinó:

«Experiencia que pone al desnudo al pastor colocado frente al objetivo pero también el sentimiento de quienes están del otro lado de la cámara, una experiencia que por momentos se traduce en imágenes de vuelo poético y vigor emotivo, sin necesidad de cargar las tintas ni buscar el efecto sensinlero.» 

Manrupe y Portela escriben:

«Respetuosa semblanza de un prócer moderno. Gana en la confrontación de materiales de archivo. Seis años de producción…con amplia repercusión en Festivales internacionales.» 